# Юрецкий, Бартош
Бартош Юрецкий (пол. Bartosz Jurecki; род. 31 января 1979 года, Косьцян) — польский гандболист, выступавший на позиции линейного; тренер. Трёхкратный призёр чемпионатов мира в составе сборной Польши.

## Карьера

### Клубная
Бартош Юрецкий начинал профессиональную карьеру в Tęcza Kościan. В 2001 году Юрецкий перешёл в Olimpia Piekary Śląskie. В 2002 году Бартош Юрецкий перешёл в Хробры Глогув. Юрецкий, в составе Хробры Глогув, занял в чемпионате Польши 2 место. В сезоне 2005/06 Юрецки, за клуб Хробры Глогув забросил 152 гола. В 2006 году Бартош Юрецкий перешёл в немецкий клуб СК Магдебург. В 2007 году Бартош Юрецкий в составе СК Магдебург выиграл кубок ЕГФ. В 2015 году Юрецкий перешёл в польский клуб Хробры Глогув. В 2016 году Бартош Юрецкий перешёл в польский клуб Азоты Пулавы.

### В сборной
Бартош Юрецкий выступал за сборную Польши с 2004 года по 2016 год. Бартош Юрецкий сыграл за сборную Польши 237 матч и забросил 732 мячей.

## Титулы
- кубок ЕГФ: 2007
- Серебряный призёр чемпионата Польши: 2006
- Серебряный призёр чемпионата мира (2007)
- Бронзовый призёр чемпионата мира (2009), (2015)

## Статистика
| Сезон   | Клуб         | Лига       | Матчи | Голы   | Голы   | Голы  |
| Сезон   | Клуб         | Лига       | Матчи | С игры | 7-метр | Всего |
| ------- | ------------ | ---------- | ----- | ------ | ------ | ----- |
| 2006/07 | СК Магдебург | Бундеслига | 28    | 78     | 2      | 76    |
| 2007/08 | СК Магдебург | Бундеслига | 26    | 72     | 0      | 72    |
| 2008/09 | СК Магдебург | Бундеслига | 34    | 74     | 0      | 74    |
| 2009/10 | СК Магдебург | Бундеслига | 34    | 114    | 0      | 114   |
| 2010/11 | СК Магдебург | Бундеслига | 34    | 109    | 0      | 109   |
| 2011/12 | СК Магдебург | Бундеслига | 31    | 103    | 0      | 103   |
| 2012/13 | СК Магдебург | Бундеслига | 29    | 82     | 0      | 82    |
| 2013/14 | СК Магдебург | Бундеслига | 26    | 70     | 0      | 70    |
| 2014/15 | СК Магдебург | Бундеслига | 36    | 66     | 1      | 65    |